# Джигалова Людмила Станіславівна
Людми́ла Станісла́вівна Джига́лова (нар. 22 січня 1962, Котовськ (нині Подільськ)) — українська легкоатлетка, дворазова Олімпійська чемпіонка в естафеті 4х400 метрів. Заслужений майстер спорту СРСР. Кавалер ордена княгині Ольги ІІІ ступеня (2002 р.).

## Дитинство та юнацтво
Людмила Джигалова народилась у місті Подільськ Одеської області, на вул. Гагаріна, 123.

Перші вісім років навчання Людмили Джигалової пройшли в загальноосвітній школі № 8, де вона навчалась у спеціалізованому спортивному класі та зустріла свого першого тренера та класного керівника Леонову Лідію Костянтинівну. Саме Лідія Леонова спонукала майбутню Олімпійську чемпіонку до занять легкою атлетикою, порадивши записатись у секцію легкої атлетики ДЮСШ. Ось як Людмила Леонова описує свій вибір легкої атлетики:
«В дитинстві особливими розвагами ні я, ні мої однолітки, особливо розбещені не були. В місті у нас був тільки місцевий Будинок культури з обмеженим колом кружків та стадіон, на якому базувалась Дитяча та Юнацька Спортивні Школи. Випробувавши свої можливості в усіх кружках, ми, якось, з подружками забрели на стадіон, з неприхованим бажанням кудись записатись. Виявилось, що секцій в ДЮСШ було дві, з легкої атлетики та велоспорту. Вибір на користь легкої атлетики був зроблений випадково. Зустрівся нам Віталій Леонов, який надалі й став моїм першим тренером. Дізнавшись чому ми прийшли, він одразу попередив, якщо підемо у велоспорт, то матимемо криві ноги, а якщо у легку атлетику, то ноги у нас будуть рівненькі та гарненькі. Аргумент для дванадцятирічних дівчат був надзвичайно переконливий. Ми одразу ж записались до нього.»
Першим тренером Людмили Джигалової став Віталій Анатолійович Леонов, який на той час уже виховав декількох чемпіонів області та України. У 15 років Людмила переходить до загальноосвітньої школи № 9, де в 9 класі, вже в статусі чемпіонки України, на чемпіонаті в Харкові знайомиться зі своїм майбутнім тренером Івановим Петром Петровичем. Тоді ж Людмила вступає до спортивного технікуму м. Харків і далі тренується у спортивному товаристві «Спартак».

## Спортивні досягнення

### Олімпійські ігри в Сеулі 1988 року
До Олімпійських Ігор у Сеулі Людмила підійшла у блискучій формі, але медаль отримала як член команди, не взявши участі у фінальному забігу. Чому Людмила не була поставлена тренерським штабом на фінальний забіг — лишається загадкою, оскільки в півфіналі четвірка легкоатлеток, до якої входила Людмила, встановила олімпійський рекорд, який не перевершений й по сьогодні. Але все ж медаль здобута.

### Олімпійські ігри в Барселоні 1992 року
До Олімпійських Ігор у Барселоні Людмила підходила з великими складнощами. Питання її поїздки вирішили в останній момент. Але її внесок у перемогу, якщо й не назвати вирішальним, то точно переоцінити не можна. У фінальному забігові Людмила бігла другою й отримала паличку тільки шостою, відстаючи від лідерів на 50 метрів. Й на своїх 400 метрах Людмила спромоглась повністю відіграти відставання від лідерів, надавши партнерам усі підстави здобути перемогу.